# Sextus Pomponius
Sextus Pomponius (n. mileniul I – d. secolul al II-lea d.Hr.) a fost un jurisconsult roman, activ în cel de-al doilea secol, în timpul domniilor Împăraților Hadrian (117–138), Antoninus Pius (138–161) și Marcus Aurelius (161–180). 
A fost un important autor al dreptului roman, scriind un manual de istorie a dreptului roman de la început, până în zilele sale.

## Bibligorafie
- Poste, E.; revizuită de Whittuck, E. A.; Institutes of Roman law by Gaius, Clarendon Press, Oxford, 1904.